# Cyclophora mauretanica
Cyclophora mauretanica är en fjärilsart som beskrevs av Hans Reisser 1934. Cyclophora mauretanica ingår i släktet Cyclophora och familjen mätare. Inga underarter finns listade i Catalogue of Life.